# یوجین کارل کافمن
یوجین کارل کافمن (انگلیسی: Eugen Kaufmann; ۸ ژانویهٔ ۱۸۹۲ – ۲۱ ژوئن ۱۹۸۴) معمار اهل آلمان بود.